# فریگیت کلاس ارمید
فریگیت کلاس ارمید (به انگلیسی: Armide-class frigate) یک کلاس از کشتی است که طول آن 47 metres می‌باشد.